# Kieran Tierney
Kieran Tierney (Douglas, 5 de junho de 1997) é um futebolista escocês que atua como lateral-esquerdo. Atualmente defende o Celtic.

## Carreira

### Início
Nascido em Douglas, na Ilha de Man, Tierney mudou-se para Wishaw, na Escócia, com 10 meses. Ele apoiou o Celtic quando criança e assinou pelo clube aos 7 anos de idade. Ele foi educado nas escolas primárias St. Brendan's RC Primary e Our Lady's High (um ano atrás de colegas jogadores de futebol, gêmeos Nicky e Chris Cadden) depois estudou na St Ninian's High School, Kirkintilloch, que tem uma parceria de desenvolvimento com a Celtic. Ele falou de sua esperança de imitar o falecido Tommy Gemmell, um membro da equipe do Lisbon Lions que também cresceu em Wishaw (especificamente, Craigneuk) e jogou na mesma posição.
Ele progrediu nas várias categorias de jovens e ganhou uma reputação como um jogador amplo e confiável na equipe de desenvolvimento do clube, tanto na defesa quanto no ataque. Ele viajou com a equipe principal em uma viagem de pré-temporada para a Finlândia em agosto de 2014 e estreou em um amistoso contra o Tottenham Hotspur lá. Embora o Celtic tenha perdido, Tierney descreveu sua primeira aparição no primeiro time como um "sonho realizado". Ele continuou a jogar no time de desenvolvimento durante o período de 2014 a 2015 e, em outubro de 2014, durante uma partida da Development League contra o Heart of Midlothian, ele marcou um gol na borda de sua própria área penal.

### Celtic

#### 2015–16
Tierney estreou no Celtic em 22 de abril de 2015, entrando como substituto aos 81 minutos em uma partida da Premiership escocesa contra o Dundee. Ele fez mais uma aparição na equipe naquela temporada, jogando mais de uma hora em uma partida da liga fora de casa contra o St. Johnstone.
Tierney aproveitou uma temporada inovadora em 2015-16, aparecendo em mais de 30 partidas e substituindo o mais experiente Emilio Izaguirre como primeira escolha do lateral esquerdo. Por suas performances, ele foi premiado com os prêmios anuais dos Jogadores e dos Jogadores Jovens dos Escritores, enquanto o Celtic também ganhou o título da liga. Apesar do interesse dos clubes da Premier League, Tierney assinou um novo contrato de cinco anos em 24 de junho de 2016, mantendo-o em Parkhead até 2021.

#### 2016–17
Depois de fazer sua primeira aparição na fase de grupos da Liga dos Campeões da UEFA, Tierney sofreu danos no ligamento do tornozelo durante o treinamento em 27 de outubro de 2016 e ficou inicialmente fora de ação por dois meses. Durante a dispensa, que o levou a perder a final da Copa da Liga, ele recebeu tratamento de uma lesão recorrente no ombro e assistiu a vários jogos celtas como um típico torcedor na companhia de seus amigos de infância.
Em 22 de janeiro de 2017, depois de faltar três meses, ele fez seu tão esperado retorno à equipe do Celtic em um empate na Copa da Escócia contra o Albion Rovers. Tierney foi coroado PFA Scotland Young Player do Ano pela segunda temporada consecutiva em 7 de maio, tornando-o o primeiro a conseguir isso desde Craig Levein em 1986. Ele sofreu uma lesão no maxilar no início da Final da Copa da Escócia de 2017. E teve que ser substituído pelo tratamento. Celtic venceu a partida por 2 a 1 para completar uma tripla vitória e uma temporada perfeita. Apesar da ausência prolongada de lesão, ele participou de 40 partidas durante a campanha.

#### 2017–18
Em 8 de agosto de 2017, Tierney foi nomeado capitão enquanto também se transferia para o zagueiro central para comandar uma linha de fundo de adolescentes em um jogo da Copa da Liga Escocesa contra o Kilmarnock; O Celtic venceu o jogo por 5-0, com Tierney a ajudar e a marcar com um "maravilhoso golpe" a 40 metros. Em 30 de outubro, uma semana depois de marcar em uma importante vitória da liga para os desafiantes mais próximos Aberdeen, ele estendeu seu contrato com o Celtic até 2023.
No final da temporada, ele havia recebido mais elogios pessoais - ganhando os prêmios de Jogadores e Jogadores Jovens dos Escritores pela terceira campanha consecutiva - e desempenhou um papel importante na garantia de um histórico de "triplo triplo" para o clube, mais de 50 participações e disputando a final da copa doméstica, ambas com 2-0 vitórias sobre Motherwell.

#### 2018–19
Tierney disputou a vitória do Celtic sobre o Aberdeen na final da Copa da Liga Escocesa em 2 de dezembro de 2018. Logo depois, uma lesão no quadril fez com que ele fosse excluído da ação, retornando em 24 de fevereiro de 2019.

### Arsenal
Em 8 de agosto de 2019, Tierney assinou com o Arsenal, por uma taxa de £ 25 milhões. Tierney perdeu o início da temporada 2019–20, tendo passado por uma operação de hérnia dupla em maio de 2019. Ele estreou pela primeira vez pelo Arsenal em uma vitória por 5-0 contra o Nottingham Forest na Copa EFL em 24 de setembro. Tierney ajudou o primeiro gol em uma vitória em casa por 4-0 contra o Standard Liège, marcado por Gabriel Martinelli uma semana depois. Ele fez sua primeira aparição na Premier League em 27 de outubro, em um empate por 2 a 2 com o Crystal Palace.

## Títulos
Celtic
- Scottish Premiership: 2015–16, 2016–17, 2017–18, 2018–19
- Copa da Escócia: 2016–17, 2017–18
- Copa da Liga Escocesa: 2017–18, 2018–19

Arsenal
- Copa da Inglaterra: 2019–20
- Supercopa da Inglaterra: 2020, 2023